# Saalkerk (Ingelheim)
De Saalkerk (Saalkirche) is een protestantse kerk in Ingelheim am Rhein. Het gebouw betreft een zaalkerk. De naam van de kerk heeft echter geen betrekking op de architectuur van het gebouw, maar heeft te maken met de plaats waar de kerk werd gebouwd. Het stadsdeel waar de kerk staat wordt namelijk Saal genoemd. Vroeger stond in dit gebied de keizerpalts, waarvan nog indrukwekkende resten bewaard zijn gebleven.

## Geschiedenis
De keizerpalts vervoegde weliswaar over een kleine paleiskapel onder het patrocinium van Petrus, maar het geestelijke centrum was bij hoogtijdagen of de synode van 948 de nabijgelegen Sint-Remigiuskerk. Lange tijd meende men dat de huidige Saalkerk dezelfde was als de paleiskapel. Met behulp van bodemvondsten wisten historici aan te tonen dat de huidige bouw na 900, dus onder ottoons bewind, moet zijn ontstaan. Bij aanbouw- en renovatiewerkzaamheden aan de huidige protestantse kerk ontdekte men in de jaren 2003-2004 nog resten van de ottoonse kapel. De huidige vorm van de kerk werd bereikt in het midden van de 12e eeuw onder Barbarossa.
Vanaf 1345 maakte de kerk tot de reformatie deel uit van een door Karel IV opgericht Augustijner koorherenstift. Het politieke belang van de keizerpalts was toen al lang over het hoogtepunt heen. Dit behoedde het kerkgebouw later voor het lot dat omliggende gebouwen trof om als steengroeve te dienen voor de in 1402 beginnende bouw van behuizing in het Saalgebied.        
Nadat Zweedse troepen de kerk in de Dertigjarige Oorlog verwoestten, werd het godshuis in 1707 herbouwd. Vanaf 1794 namen de Franse bezetters het kerkgebouw in beslag en gebruikten de ruimte als hospitaal, paardenstal, een gevangenis en tot slot een pakhuis voor voedsel. Het godshuis was in het begin van de 19e eeuw in vervallen staat en werd toegewezen aan de calvinistische kerkgemeente. Met een verkort kerkschip werd het gebouw weer hersteld. In de jaren 1960 kreeg de kerk haar historische dimensies weer terug.

## Beschrijving
De kerk is een eenbeukig gebouw in de vorm van een latijns kruis. De apsis wordt zowel in het noorden als het zuiden geflankeerd door een smalle toren. De grote neoromaanse toren werd pas in 1861 gebouwd. Het kerkgebouw is bepleisterd en van twee kleuren voorzien. Het in het rood bepleisterde deel van het gebouw benadrukt de ottoonse bouwperiode.
De hoge rondboogvensters en de enigszins gedrongen bouwwijze van de kerk kondigt de reeds opkomende romaanse architectuur aan. Opvallend is de voorstelling van een leeuw en zijn prooi, een lam, aan de zuidzijde van apsis. Met opvallend monumentale vieringsbogen in de kerk wordt viering duidelijk als een afzonderlijk deel van kerkschip, transept en koor geaccentueerd. In het zuidelijke transept is een stenen reliëf ingemetseld dat Karel de Grote voorstelt. De drie vensters in de apsis werden in 1963 door Heinz Hindorf vervaardigd en tonen van links naar rechts Mozes met de Stenen Tafelen, de opgestane Christus en Johannes de Doper.

## Afbeeldingen

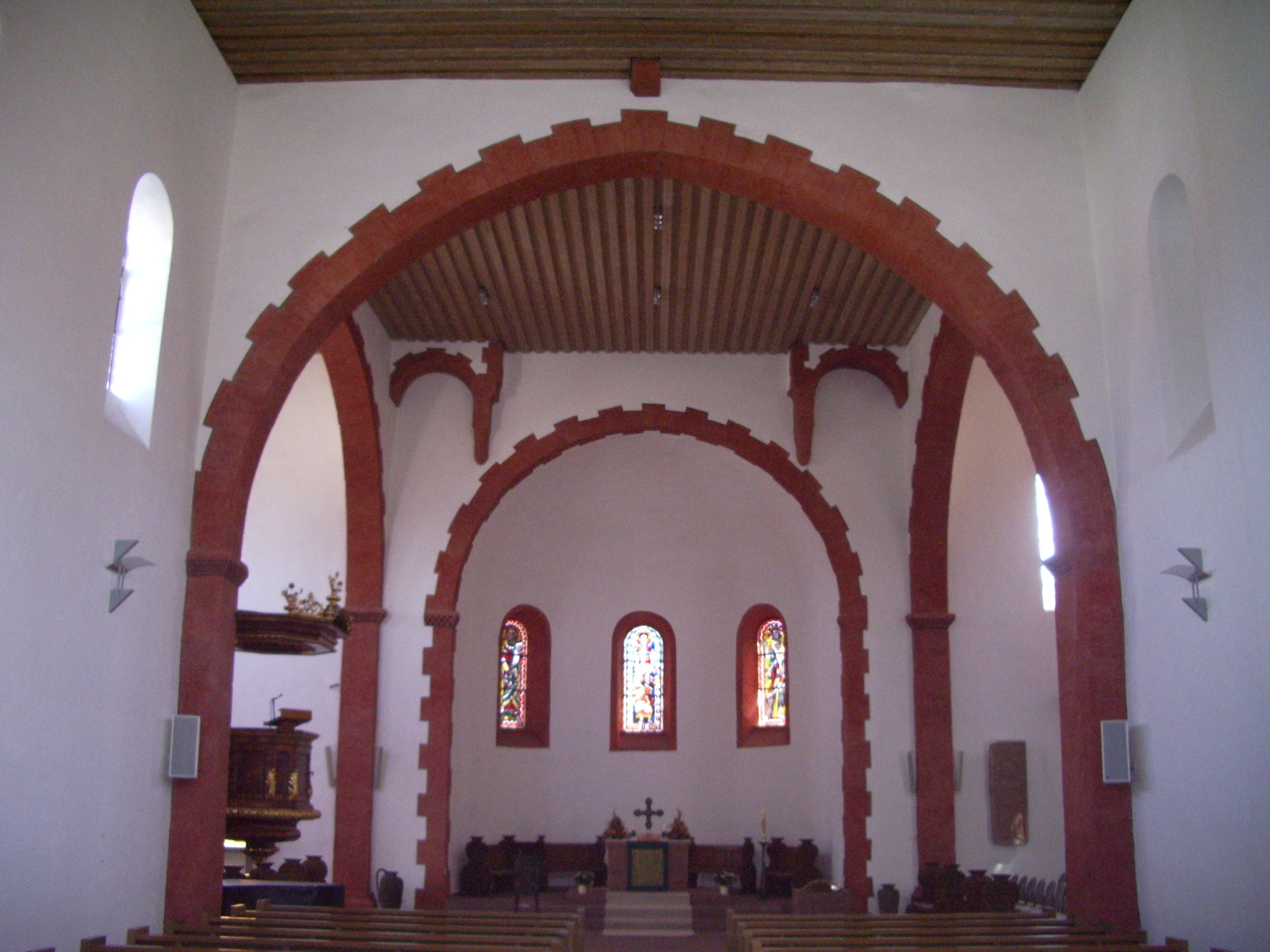
Interieur
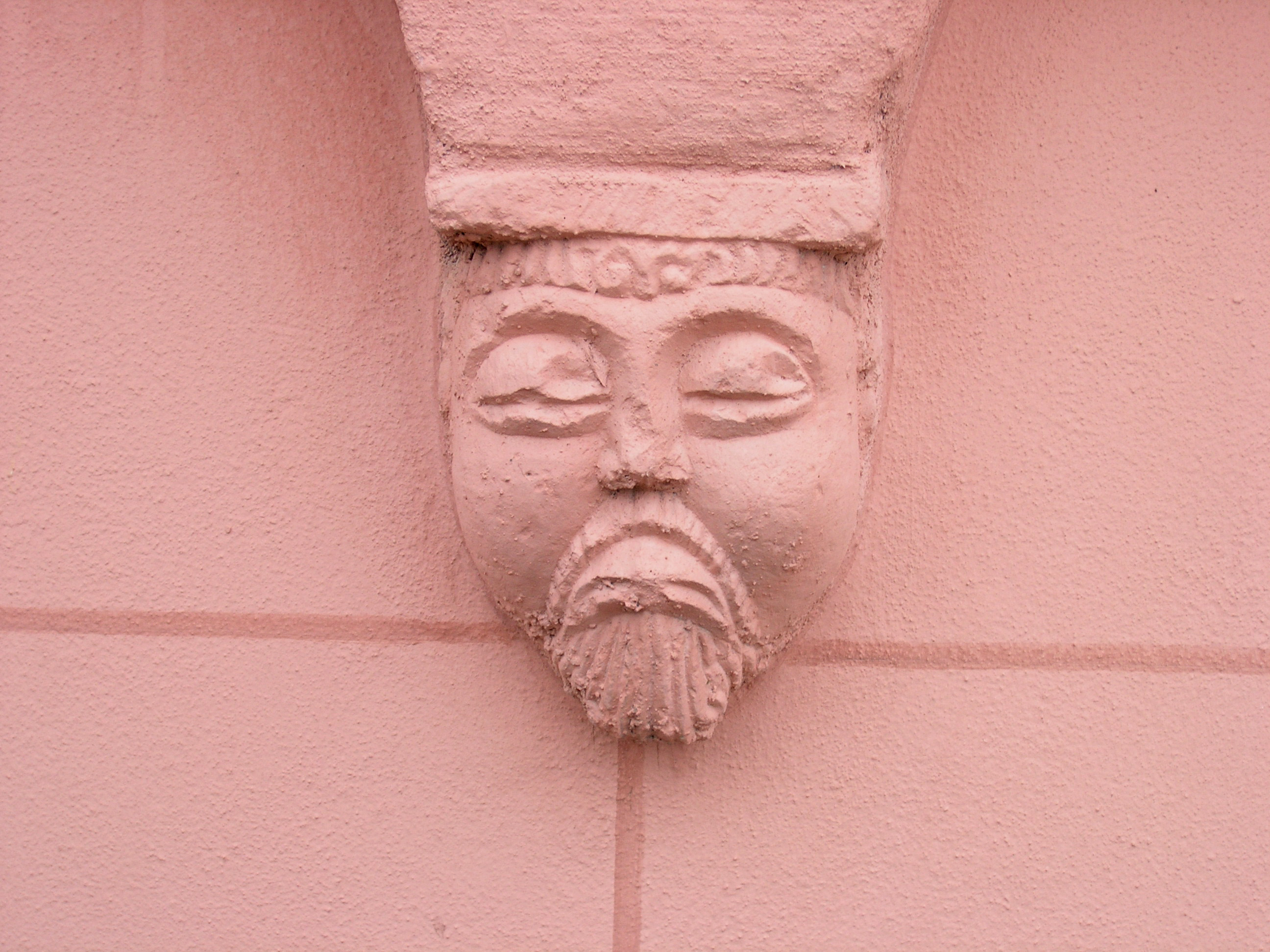
Romaanse decoratie
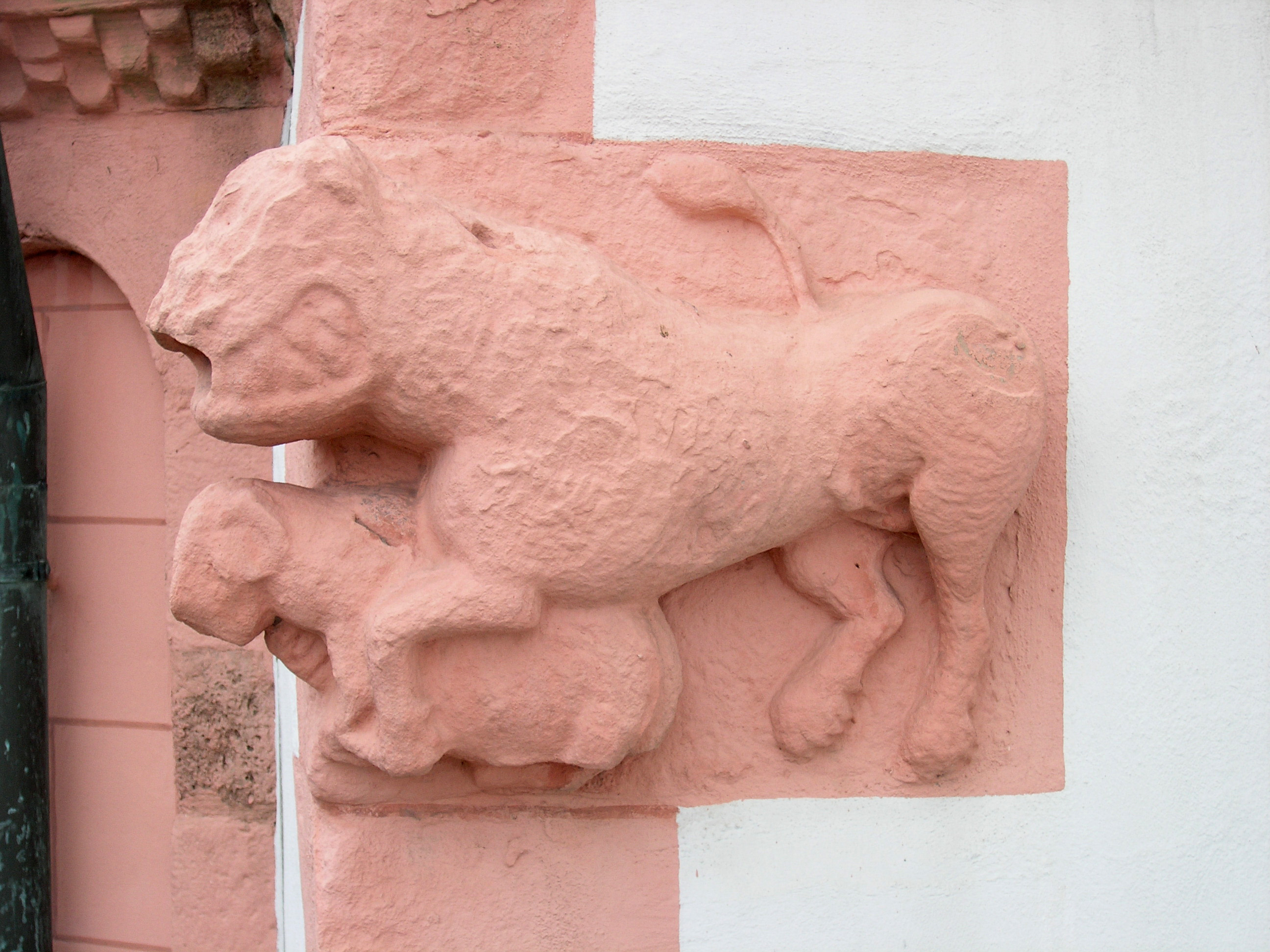
Leeuw met lam